# Patisson

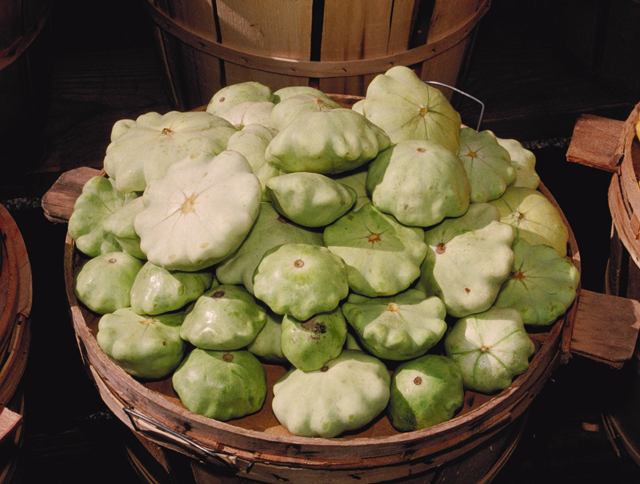

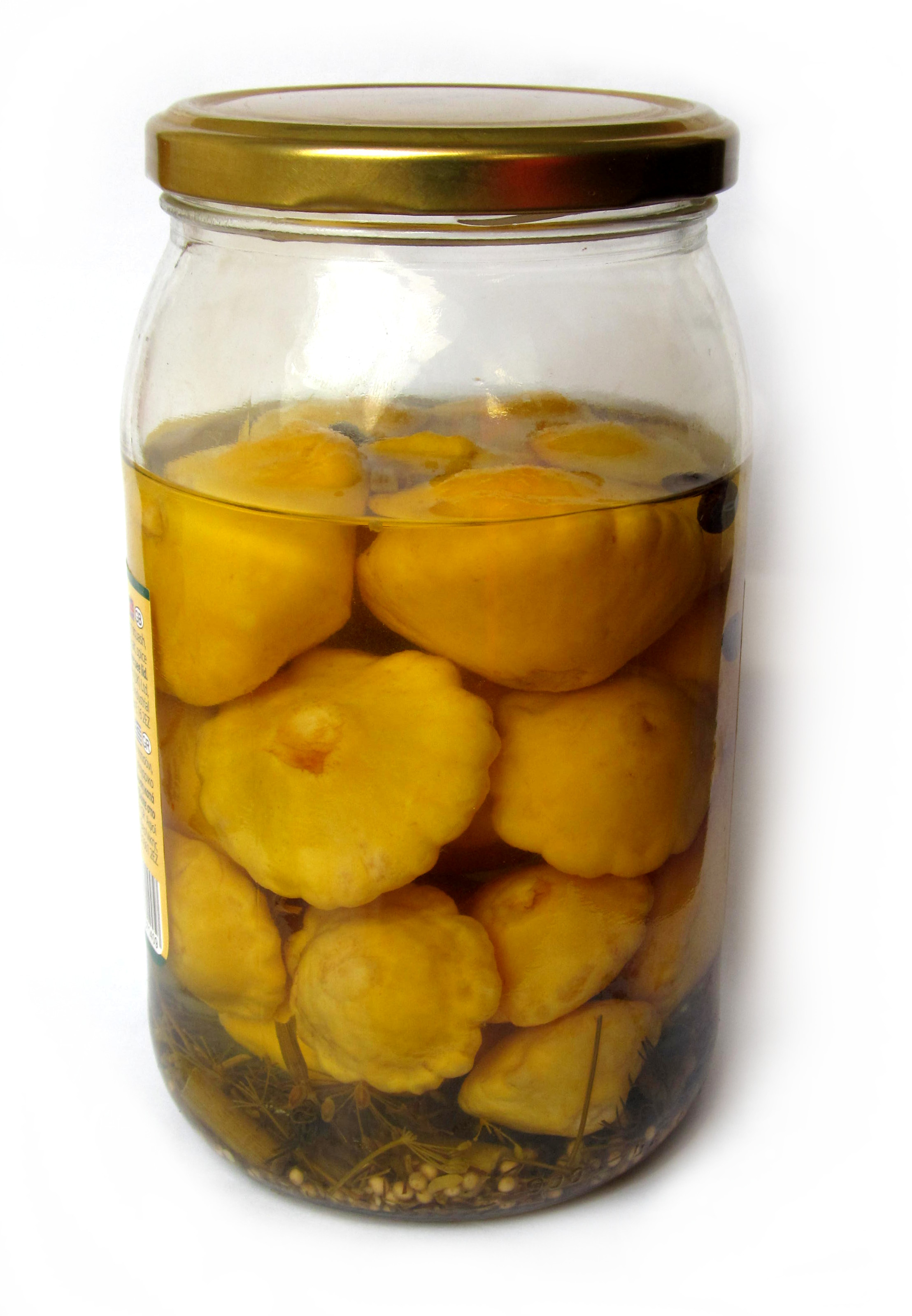
Patissonen sauer eingelegt mit Gewürzen

Patisson, aufgrund seiner Form mit dem Spitznamen Ufo-Kürbis versehen, ist eine Sorte des Gartenkürbis. Charakteristisch für Patissons ist ihre linsenförmig abgeplattete Form; sie haben einen Durchmesser von 10 bis 25 cm und sind meist grün, gelb oder weiß gefärbt. Es gibt aber auch Sorten mit grünen Streifen oder gelb und grün geteilten Früchten.

Patisson-Kürbis

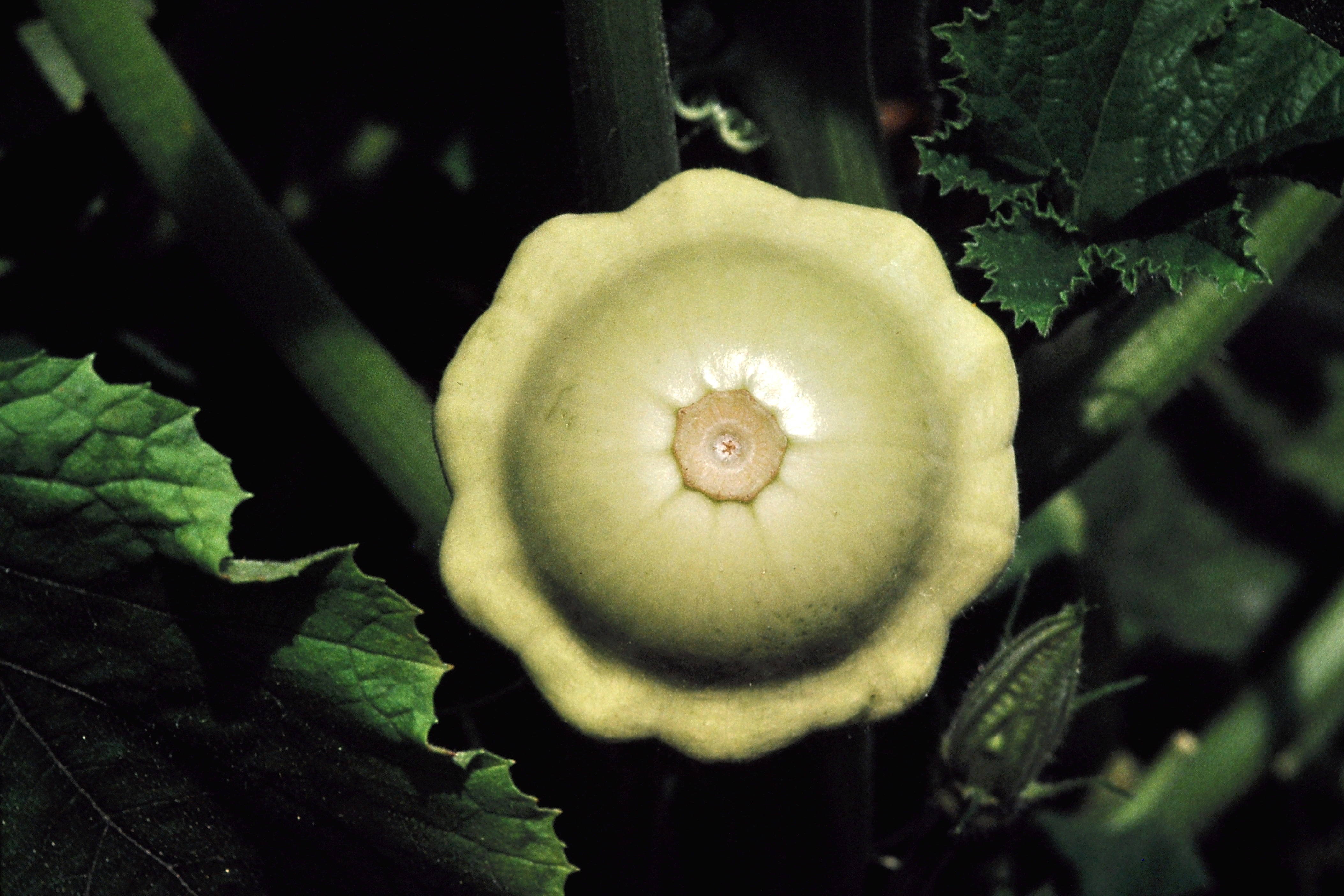
Patisson 'Ufo'

## Kultur und Verwendung
Patissons sind einjährig und werden daher jedes Jahr neu aus Samen im Warmhaus oder am Fenster ausgesät und nach den letzten Frösten ins Freie gepflanzt. Die Ernte erfolgt von Juni bis September.
Patissons werden „unreif“ geerntet und sind jung geerntet am zartesten und schmackhaftesten. Das Abernten der jungen Früchte regt die Pflanze zur Bildung neuer Blüten und Früchte an.
Patisson Kürbisse enthalten unter anderem Magnesium, Niacin und Vitamine A und C.
Patissons werden in Scheiben geschnitten und geschmort oder paniert und frittiert, um dem geschmacksneutralen Gemüse mehr Aroma zu geben. Sie können auch gedünstet oder gekocht werden. Mini-Patissons werden auch im Ganzen zubereitet.
Für eine dekorative Zubereitung wird der Kürbis ausgehöhlt, das Innere wird mit Gewürzen wie Knoblauch oder mit Hackfleisch gemischt und wieder in die Hülle gefüllt. In der polnischen und ukrainischen Küche werden sie wie Gurken sauer eingelegt oder konserviert.
Die Blüten sind ebenfalls essbar und können z. B. in Backteig frittiert oder zur Dekoration genutzt werden.